# Nap a felhők mögött
A Nap a felhők mögött (Sun Behind the Clouds: Tibet's Struggle for Freedom) 2010-ben készült indiai dokumentumfilm Kína tibeti megszállásáról a Tibet függetlenségéért küzdő fiatalság, illetve a spirituális vezetőjük, Tendzin Gyaco, a 14. dalai láma szemén keresztül. A magát csak egyszerű szerzetesként aposztrofáló láma Kína tibeti jelenlétével kapcsolatban kevésbé konfrontálóan nyilatkozik. A Ritu Sarin és Tendzing Szonam rendezésével készült film interjúban kérdez a dalai lámától és Tendzin Cundue, tibeti költő és aktivistától. A filmet 2010-ben mutatták be először az Egyesült Államokban a Palm Springs nemzetközi filmfesztiválon.
A filmben bemutatásra kerülnek a 2008-as tibeti zavargások, köztük a tibetiek tüntetése Lhászában és a 2008-as pekingi olimpián. A Nap a felhők mögött Tibet harca a szabadságért. A filmesek végigkövették 2008. Tibet szempontjából legfontosabb eseményeit, mint például a tibeti tüntetéseket, a nemzetközi közvélemény reagálásait, a pekingi olimpia alatt folyó tárgyalásokat és azok megszakadását a dalai láma képviselői és a kínai kormány között.

## Áttekintés
50 évvel telt el Tibet kínai megszállása óta. Tibet spirituális és világi vezetője, a 14. dalai láma, aki száműzetésben élve fáradhatatlanul keresi a Kínával való békés párbeszédet, hogy elérje népe számára a tényleges autonómiát Kínán belül. Erőfeszítései kevés eredményt hoztak eddig és a tibeti emberek egyre nehezebben tartják magukat az erőszakmentesség politikájához. 2008 márciusában az egész ország területére kiterjedő lázadások indultak Tibetben, amely 1959 óta a legnagyobb ellenállás volt a kínai megszállással szemben. A tibeti nép az egész világnak üzent, hogy kifejezzék vágyukat a szabadságra és mindenhol meghallják mennyi szenvedésben részesülnek a kínai uralom miatt. Kína, amely ugyanebben az évben olimpiát rendezett, a lázadókat keményen büntette. A legnagyobb nyugtalanság közepette az Indiában száműzetésben élő tibetiek menetelést kezdeményeztek szülőföldjükre, hogy így támogassák saját honfitársaikat. A világ együtt érez ugyan a tibetiekkel, ám sok tibeti számára kérdés, hogy a dalai láma középutas elképzelése, és a tibeti buddhista kultúra alapját jelentő erőszakmentesség hozhat-e áttörést.